# II. János György szász választófejedelem
II. János György (1613. május 31. – 1680. augusztus 22.) a Wettin-ház Albert-ágából származó szász herceg, 1656-tól haláláig választófejedelem.
I. János György választófejedelem fiaként született, édesapja halála után lépett a trónra. Uralkodása alatt a harmincéves háborúból kikerült országot igyekezett rendbe hozni. Építkezései Drezdát kora legszebb német városává tették; a drezdai operaház az olasz zene központja lett német nyelvterületen. Rossz pénzügyi helyzetét XIV. Lajos francia királytól felvett kölcsönökkel igyekezett javítani, ezzel viszont kiszolgáltatta Szászországot a francia érdekeknek.
János György Freibergben hunyt el 1680-ban. Utóda fia, III. János György lett.